# Május 11.
Május 11. az év 131. (szökőévben 132.) napja a Gergely-naptár szerint. Az évből még 234 nap van hátra.
Névnapok: Ferenc + Fábió, Fábiusz, Fabríció, Fabríciusz, Fabríciusz, Filip, Fülöp, Gujdó, Izidor, Izidóra, Izor, Jakab, Jákó, Jákob, Jakus, Kalliszta, Majlát, Mályva, Mirandella, Mirandola

## Események
- 330 – I. (Nagy) Konstantin megalapítja Konstantinápoly városát.
- 1396 – Zsigmond magyar király az első felesége, Mária magyar királynő halála (1395) és Durazzói Johanna nápolyi királyi hercegnő (a későbbi II. Johanna nápolyi királynő) leánykérésének a meghiúsulása után a boroszlói érsek közreműködésével titokban eljegyzi a másodfokú unokatestvérének, VIII. Henrik briegi hercegnek a leányát, Briegi Margit hercegnőt. (Az eljegyzés 1401. április 28-a, Zsigmond fogságba vetése után felbomlik, mivel Zsigmond a szabadulása érdekében eljegyzi a későbbi második feleségét, Cillei Hermann leányát, Cillei Borbálát.)
- 1857 – Hat évnyi várfogság után amnesztiát kap Teleki Blanka grófnő, reformpedagógus, a magyar nemzeti szellemű nőnevelés úttörője, a női egyenjogúság harcosa.
- 1860 – Giuseppe Garibaldi 1064 vörösingesével partra száll a szicíliai Marsalánál.
- 1876 – Az Oszmán Birodalomban a szofták felkelése Abdul-Aziz szultánt új kormány kinevezésére kényszeríti.
- 1931 – A bécsi Creditanstalt bejelenti a csődöt – az európai pénzügyi válság kezdete.
- 1945 – A magyar Aranyvonatot Salzburgban lefoglalja az amerikai hadsereg.
- 1947 – A francia „túlerő” jegyében befejezik az alkotmányozást Laoszban. (Laosz monarchista parlamentáris államformát vett fel. Laosz Kambodzsa és Vietnám oldalán a Francia Unió tagja lett.)[1]
- 1949 – Ismét Thaiföld lesz Sziám hivatalos neve.
- 1972 – A vietnámi kommunisták iránti szolidaritásból, pokolgépes merényletet követ el Frankfurtban az amerikai hadsereg tiszti klubja ellen a Vörös Hadsereg Frakció. A merényletben egy katona meghalt, 13 megsebesült és kezdetét vette egy újabb véres terrorsorozatuk.

## Sportesemények
Formula–1
- 1975 –  monacói nagydíj, Monte Carlo - Győztes: Niki Lauda  (Ferrari)
- 1986 –  monacói nagydíj, Monte Carlo - Győztes: Alain Prost  (McLaren TAG Porsche Turbo)
- 1997 –  monacói nagydíj, Monte Carlo - Győztes: Michael Schumacher  (Ferrari)
- 2008 –  török nagydíj, Istanbul - Győztes: Felipe Massa  (Ferrari)
- 2014 –  spanyol nagydíj, Barcelona - Győztes: Lewis Hamilton  (Mercedes)

## Születések
- 1720 – Karl Friedrich Hieronymus Freiherr von Münchhausen báró, hivatalnok, kalandor († 1797)
- 1760 – Pálóczi Horváth Ádám, magyar költő, író († 1820)
- 1787 – Alfred Candidus Ferdinand zu Windisch-Grätz, császári-királyi tábornagy, az 1848–49-es szabadságharc egy időszakában a császári csapatok főparancsnoka († 1862)
- 1823 – Kovács Ferenc, politikus, az MTA tagja, Hódmezővásárhely korabeli közéletének jeles alakja († 1895)
- 1841 – Pauler Gyula, magyar jogász, történész, levéltáros, író († 1903)
- 1881 – Kármán Tódor gépészmérnök, az aerodinamika és űrkutatás kiemelkedő alakja († 1963)
- 1888 – Irving Berlin orosz származású amerikai zeneszerző († 1989)
- 1890 – Zachár Imre olimpiai ezüstérmes úszó, vízilabdázó († 1954)
- 1892 – Margaret Rutherford Oscar-díjas angol színésznő († 1972)
- 1894 – Zádor Jenő magyar zeneszerző († 1977)
- 1899 – Boldog Salkaházi Sára (eredeti nevén: Schalkház Sarolta Klotild), a Szociális Testvérek Társasága apácanővére, közel száz magyarországi zsidó megmentője a nyilas rémuralom idején, vértanú.(† 1944)
- 1902 – Kirill Szemjonovics Moszkalenko szovjet marsall, a Szovjetunió Hőse († 1978)
- 1904 – Salvador Dalí katalán-spanyol szürrealista festőművész († 1989)
- 1916 – Camilo José Cela Nobel-díjas spanyol író († 2002)
- 1918 – Richard Feynman Nobel-díjas amerikai fizikus († 1988)
- 1921 – Geoff Crossley (Geoffrey Crossley) brit autóversenyző († 2002)
- 1926 – Rob Schroeder (Robert Schroeder) amerikai autóversenyző († 1989)
- 1928 – Barlay Vali magyar színésznő
- 1934 – Fonyó József Jászai Mari-díjas színész († 2004)
- 1936 – Kilényi Géza jogtudós, ügyész, egyetemi tanár, alkotmánybíró († 2016)
- 1937 – Georgij Sengelaja szovjet-grúz filmrendező, forgatókönyvíró, színész († 2016)
- 1937 – Rejtő Ildikó kétszeres olimpiai bajnok tőrvívó, a nemzet sportolója
- 1940 – Herbert Muller svájci autóversenyző († 1981)
- 1941 – Eric Burdon angol énekes, az Animals tagja
- 1955 – Garádi Géza többszörös magyar bajnok három- és öttusában, úszóedző
- 1956 – Lőcsei Jenő Liszt Ferenc-díjas magyar táncos, koreográfus, érdemes művész, a Halhatatlanok Társulatának örökös tagja
- 1958 – Mester Edit magyar színésznő
- 1961 – Bicskey Lukács magyar színész, rendező és szinkronszínész († 2015)
- 1963 – Galbenisz Tomasz görög származású magyar színész
- 1963 – Natasha Richardson angol színésznő, Liam Neeson felesége († 2009)
- 1967 – Dósa Zsuzsa Domján Edit-díjas magyar színésznő
- 1975 – Coby Bell amerikai színész
- 1978 – Laetitia Casta francia fotómodell, színésznő
- 1978 – Kovács Patrícia, magyar színésznő
- 1981 – Austin O’Brien amerikai színész
- 1984 – Andrés Iniesta Luján spanyol labdarúgó
- 1986 – Nicholas Bovell trinidadi úszó
- 1989 – Giovani dos Santos mexikói labdarúgó
- 1991 – Alex Nimely-Tchuimeni angol labdarúgó
- 1992 – Thibaut Courtois belga labdarúgó

## Halálozások
- 912 – VI. León bizánci császár a Makedón-dinasztia második tagja, I. Baszileiosz fia, a honfoglalás előtti évek egyik kulcsszereplője (* 866)
- 1610 – Matteo Ricci olasz jezsuita szerzetes, matematikus, Kína-utazó (* 1552)
- 1849 – Otto Nicolai német zeneszerző, orgonaművész, karmester (*1810)
- 1871 – Sir John Herschel angol csillagász és matematikus (* 1792)
- 1878 – Pierre Philippe Denfert-Rochereau francia katonatiszt, a porosz–francia háborúban Belfort hősi védelmének irányítója (* 1823)
- 1916 – Karl Schwarzchild német fizikus, csillagász (* 1873)
- 1925 – Harry Hill Bandholtz amerikai tábornok, 1919-ben az antant budapesti bizottságának tagja, a szervezett román fosztogatás akadályozója (* 1864)
- 1927 – Juan Gris spanyol festő, a kubizmus képviselője, a párizsi iskola tagja (* 1887)
- 1934 – Somogyi Szilveszter várospolitikus, Szeged szabad királyi város polgármestere (* 1872)
- 1963 – Herbert Spencer Gasser Nobel-díjas amerikai fiziológus (* 1888)
- 1968 – Kertai György geológus, az alföldi szénhidrogén-kutatás elméleti megalapozója, az MTA tagja (* 1912)
- 1976 – Alvar Aalto finn műépítész, ipari formatervező (designer) (* 1898)
- 1981 – Bob Marley jamaicai énekes, gitáros, dalszerző (* 1945)
- 1988 – Kim Philby (er. neve Harold Adrian Russell Philby) brit diplomata, szovjet kém, a „cambridge-i ötök” egyike (* 1912)
- 1992 – Kolozsvári Grandpierre Emil Kossuth-díjas magyar író, műfordító, kritikus (* 1907)
- 1994 – Romano Puppo olasz színész, kaszkadőr (* 1933)
- 2001 – Douglas Adams angol író (* 1952)
- 2001 – Bogdán István magyar könyvtáros, történész, szakíró (* 1922)
- 2008 – Bruno Neves portugál kerékpáros (* 1981)
- 2012 – Seregi László Kossuth-díjas magyar táncművész, koreográfus (* 1929)
- 2016 – Réz Pál Széchenyi-díjas magyar irodalomtörténész, műfordító, műkritikus, szerkesztő (* 1930)
- 2020 – Jerry Stiller amerikai színész, humorista (* 1927)

## Nemzeti ünnepek, emléknapok, világnapok
- Miskolc ünnepnapja. 1909-ben ezen a napon adományozott a városnak koronás címert I. Ferenc József.
- Boldog Salkaházi Sára emléknapja
- A közlekedési kultúra napja (Magyarországon 2015 óta)